# Bäddmodul
En jords bäddmodul kallas förhållandet mellan kontakttryck och motsvarande nedsjunkning. Bäddmodulen används vid dimensionering av grundläggning. Bäddmodulen, ks, uttrycks med formeln: {\displaystyle k_{s}={\frac {\sigma }{y}}}
| Jordart                     | Bäddmodul (MN/m³) |
| --------------------------- | ----------------- |
| Medel sand                  | 9,4 - 78,5        |
| Fast sand                   | 62,8 - 125,7      |
| Lerig sand (medel)          | 31,4 - 78,5       |
| Siltig sand (medel)         | 23,6 - 47,1       |
| Lerig jord qb < 40 kPa      | 11,8 - 23,6       |
| Lerig jord 40 < qb < 80 kPa | 23,6 - 47,1       |
| Lerig jord 80 < qb kPa      | > 47,1            |

| Jordart             | Bäddmodul (MN/m³) |
| ------------------- | ----------------- |
| Gyttja              | 5 - 20            |
| Mjuk lera           | 20 - 40           |
| Plastisk lera       | 30 - 60           |
| Styv lera           | 50 - 90           |
| Moränlera           | 100 - 120         |
| Sandblandad lera    | 80 - 100          |
| Löst lagrad sand    | 10 - 30           |
| Fast lagrad sand    | 80 - 100          |
| Fingrus med sand    | 100 - 120         |
| Medelgrus med sand  | 120 - 150         |
| Grovt grus med sand | 180 - 240         |
| Grus hårt packad    | 200 - 300         |